# Nous aurons demain
"Nous aurons demain" ("Nós teremos amanhã") foi a canção da Suíça no Festival Eurovisão da Canção 1961 que teve lugar em Cannes.
A referida canção foi interpretada em francês por Franca di Rienzo. Na noite do festival (sábado, 18 de março), foi a décima canção a ser interpretada, a seguir à canção da França "Printemps, avril carillonne", cantada por Jean-Paul Mauric e antes da canção da Bélgica "September, gouden roos", interpretada por Bob Benny. Terminou a competição em 3.º lugar, tendo recebido um total de 16 pontos. No ano seguinte, a Suíça fez-se representar com a canção "Le retour, interpretada por Jean Philippe

## Autores
- Letrista: Émile Gardaz
- Compositor: Géo Voumard
- Orquestrador: Fernando Paggi

## Letra
A canção é uma balada, na qual a cantora descreve várias coisas que ela e o seu amante poderão fazer no dia seguinte.